# Picabaies cuallarg
El picabaies cuallarg (Melanocharis longicauda) és una espècie d'ocell de la família dels melanocarítids (Melanocharitidae).

## Hàbitat i distribució
Habita els boscos de les muntanyes de Nova Guinea.